# Owen Joyner
Owen Patrick Joyner (sinh ngày 19 tháng 7 năm 2000) là một diễn viên người Mỹ. Anh nổi tiếng với vai Crispo Powers trong loạt phim truyền hình hài hước 100 Things to Do Before High School của Nickelodeon năm 2014–2016, và đóng Arc trong loạt phim Nickelodeon Knight Squad năm 2018–2019. Năm 2020, anh đóng vai Alex trong loạt phim của hãng Netflix, Julie and the Phantoms.

## Sự nghiệp điện ảnh
| Year      | Tiêu đề                             | Vai diễn                 | Ghi ch                     |
| --------- | ----------------------------------- | ------------------------ | -------------------------- |
| 2014–2016 | 100 Things to Do Before High School | Crispo Powers            | Vai chính                  |
| 2017      | The Veil                            | Mountain tribe boy       | Phim                       |
| 2017      | The Thundermans                     | Heinrich Hiddenville III | Tập: "Save the Past Dance" |
| 2018–2019 | Knight Squad                        | Arc                      | Vai chính                  |
| 2019      | Henry Danger                        | Arc                      | Tập: "Knight & Danger"     |
| 2020      | Julie and the Phantoms              | Alex Mercer              | Vai chính                  |